# Darwinia
Darwinia (sinónimo : Genetyllis DC.) es un género mediano de 30-60 especies de arbustos perennes de la familia Myrtaceae, endémico del sudoeste de Australia, Nueva Gales del Sur y Victoria. El género fue nombrado en honor de Erasmus Darwin, abuelo de Charles Darwin.
Las especies alcanzan 20-300 cm de altura con muchas especies rastreras. Las hojas son simples, opuestas, pequeñas de 4-20 mm de longitud por 2-10 mm de ancho, con textura coriácea. Las flores se agrupan solar o varias juntas con cinco pétalos rojos, blancos o verdosos y diez estambres.
Son difíciles de propagar por semillas pero pueden ser cultivadas por esquejes.
Hay muchas especies en peligro de extinción. La recuperación se ve obstaculizada por las sequías y el fuego.

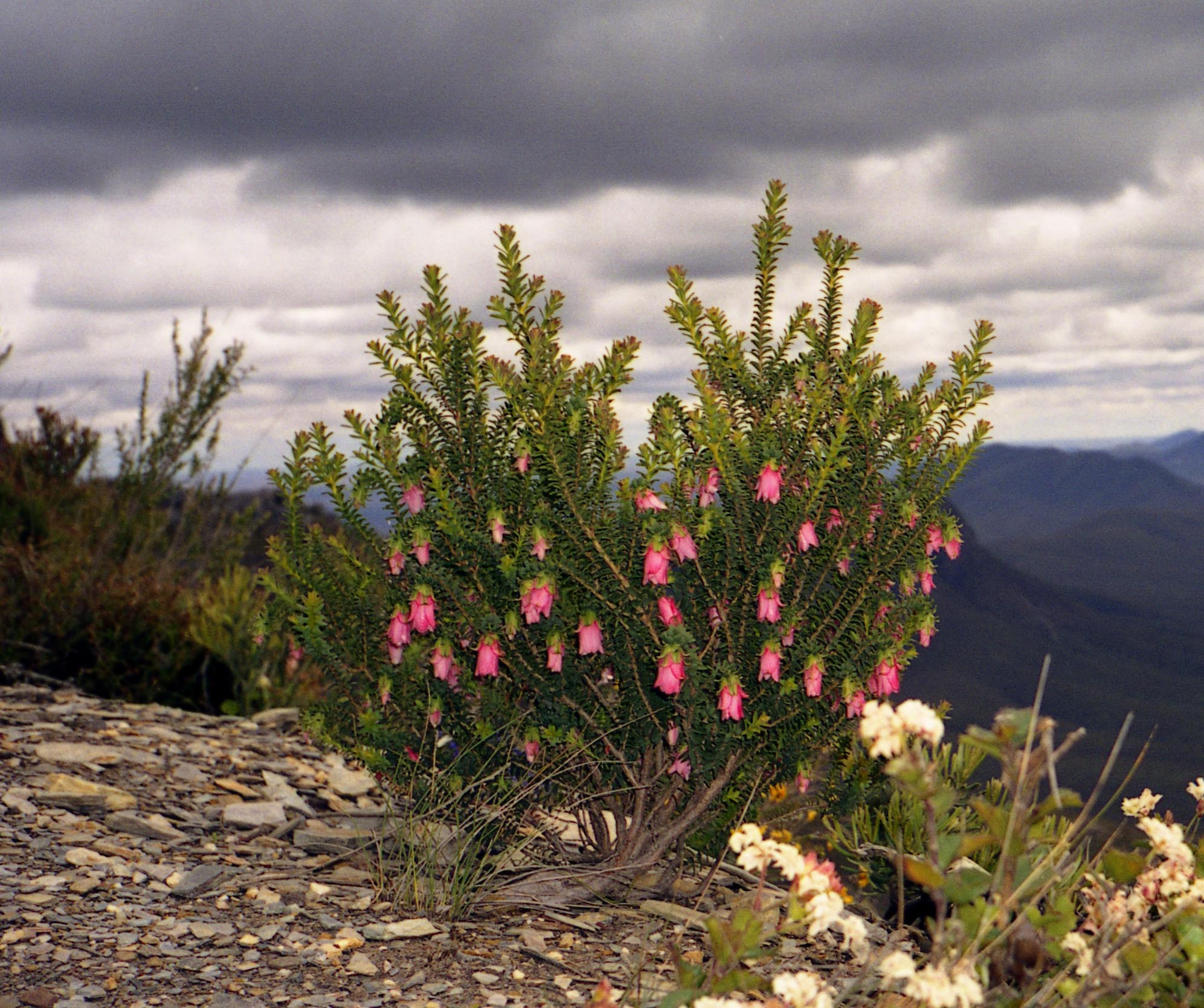
Darwinia planta en Stirling Range, Western Australia.

## Lista de especies
- D. acerosa (en peligro)
- D. apiculata (en peligro)
- D. biflora (vulnerable)
- D. briggsiae
- D. camptostylis
- D. carnea (en peligro)
- D. chapmaniana (en peligro)
- D. citriodora
- D. collina (en peligro)
- D. diosmoides
- D. diminuta
- D. exaltata Raf.
- D. fascicularis
- D. ferricola (en peligro)
- D. glaucophylla(vulnerable)
- D. grandiflora
- D. homoranthoides
- D. hypericifolia
- D. lejostyla
- D. leptantha
- D. macrostegia (vulnerable)
- D. masonii (vulnerable)
- D. meeboldii (vulnerable)
- D. muelleri Schultze, 1865
- D. oxylepis (en peligro)
- D. peduncularis (vulnerable)
- D. procera
- D. squarrosa (vulnerable)
- D. taxifolia
- D. thymoides
- D. vestita
- D.  (en peligro)
- Darwinia sp. (Carnamah) (en peligro)
- Darwinia sp. (Stirling Range) (vulnerable)
- Darwinia sp. (Williamson) (en peligro)